# Willi Allen
Willi Allen (Berlino, 26 marzo 1909 – Berlino, 22 dicembre 1969) è stato un attore e musicista tedesco, il cui padre era originario della Somalia britannica. È il primo attore bambino di parziale origine africana ad acquisire notorietà in Europa nel cinema muto dal 1919 al 1925 (tra i 9 e i 15 anni d'età) e il primo in assoluto cui sia affidato il ruolo di protagonista in un lungometraggio (Der kleine Muck, 1921). Da adulto Allen intraprese la carriera di musicista jazz.

## Biografia
Wilhelm Panzer (questo il vero nome di Willi Allen) nasce a Berlino nel 1909. Entrambi i genitori lavorano nel vaudeville. Il padre, suonatore di banjo, originario della Somalia britannica, ha cittadinanza inglese. Anche la madre, Emmi Panzer, berlinese, è musicista. A 4 anni il bambino già suona musica e compie con disinvoltura i primi passi nel mondo dello spettacolo. I pregiudizi razziali non sono meno forti in Europa, ma mentre in America la realtà della segregazione permette agli attori bambini afroamericani come Ernest Morrison esclusivamente ruoli di supporto, a Willi Allen (suo nome d'arte nel cinema) sono affidate, oltre alle solite parti (spesso non accreditate) di servetto o di piccolo clown, anche alcune riconosciute parti di protagonista, per quanto altrettanto stereotipate nel loro esotismo. La pubblicità del film "Wenn die Liebe nicht wär..." (1920) lo elenca tra i protagonista assieme ad un trio di affermati attori di cabaret, introducendo come "un tempo principe erede di Dahomey, al momento servo". La popolarità è tale che la ditta Sarotti lo prende come testimonial di una propria marca di cioccolatini che ha come logo proprio l'immagine di un servetto nero. Il suo ruolo più celebre è quello di protagonista del film Der kleine Muck (1921), prima versione cinematografica di un popolare favola di Wilhelm Hauff ambientata in Turchia. È in assoluto la prima volta che un attore bambino di parziale origine africana sia fatto il protagonista di una storia rappresentata al cinema. Allen partecipa a numerosi altri film in Germania ed anche in Italia per la serie di Maciste. Con l'adolescenza i ruoli si diradano. Il cinema europeo può riconoscere la dignità di protagonista ad un attore bambino di parziale origine africana, ma ha anch'esso ancora ben poco da offrire a giovani attori di colore, ancor prima che l'avvento del nazismo chiuda loro ogni porta. Per vedere un altro attore bambino in un ruolo protagonistico occorrerà attendere il secondo dopoguerra con Angelo Maggio in Il mulatto (1950) in Italia e la piccola Elfie Fiegert in Toxi (1952) in Germania.   
Agli inizi degli trenta comincia intanto per Willi Allen, ora sotto il nome di William "Mac" Allen, una nuova carriera di musicista e direttore di jazz band, inizialmente assieme al famoso virtuoso afro-americano Sidney Bechet, presente in quegli anni in Europa.
Con la salita al potere di Hitler nel 1933, la situazione si fa però subito difficile. Il jazz per i nazisti è musica "degenerata" e le leggi razziali colpiscono individualmente Allen anche come afro-tedesco. Approfittando del passaporto britannico lascia la Germania e lavora in altri paesi europei (Svizzera, Ungheria, Italia) fintanto che è possibile e quindi in Turchia  durante gli anni della seconda guerra mondiale.
Nel 1949 Allen torna a Berlino.  Il jazz adesso è popolarissimo e richiestissimo, grazie anche all'arrivo di numerosi musicisti afroamericani. Gli anni cinquanta sono un periodo di grande lavoro e successo per la jazz band diretta da Allen. Negli anni sessanta, anche per problemi di alcolismo, Allen lavora molto più saltuariamente. Ricevuta dal governo tedesco una compensazione per le discriminazioni subite durante il periodo nazista e una pensione mensile, Allen si ritira dalle scene.
Muore nel 1969 a Berlino, all'età di 60 anni.

## Filmografia
- Sein letzter Trick, regia di Rolf Brunner (1919)
- Nachtgestalten, regia di Richard Oswald (1920)
- Pensione Tempesta (Kakadu und Kiebitz), regia di Erich Schönfelder (1920)
- Wenn die Liebe nicht wär..., regia di Joseph Max Jacobi (1920)
- Die Geheimnisse von New York (1920)
- Maciste contro la morte, regia di Luigi Romano Borgnetto e Carlo Campogalliani (1920) - non accreditato
- Il viaggio di Maciste, regia di Carlo Campogalliani (1920) - non accreditato
- Il testamento di Maciste, regia di Carlo Campogalliani (1920) - non accreditato
- Le tre zie (Die drei Tanten), regia di Rudolf Biebrach (1921)
- Der kleine Muck, regia di Wilhelm Prager (1921)
- Schuld oder Schein, regia di Herbert Gerdes (1921)
- Der heilige Hass, 1. Teil, regia di Manfred Noa (1921)
- Der heilige Hass, 2. Teil - Die Flucht vor dem Tode , regia di Manfred Noa (1921)
- Warum bin ich der Verlobte meiner Tochter, regia di Margarete Lindau-Schulz (1921)
- Maciste umanitario (Maciste und die Javanerin), regia di Uwe Jens Krafft (1922)
- Die Schuhe einer schönen Frau , regia di Emmerich Hanus (1922)
- The Knockout, regia di Alexander Butler (1923) - non accreditato
- Der blinde Passagier, regia di Victor Janson (1925)
- Der große Wurf, regia di Joseph Max Jacobi e Georg Jacoby (1922)
- Seine Majestät, das Kind, regia di Stephan Lorant (1923)
- Der Kaufmann von Venedig, regia di Peter Paul Felner (1923) - non accreditato
- Nanon, regia di Hanns Schwarz (1924)
- Aus eigener Kraft - Ein Filmspiel vom Auto, regia di Willy Zeyn (1924)
- Der König und das kleine Mädchen, regia di Nunzio Malasomma (1925)
- Meine Tante - deine Tante, regia di Carl Froelich (1927)